# Multistate Anti-Terrorism Information Exchange
Multistate Anti-Terrorism Information Exchange (abgekürzt MATRIX, englisch etwa für „Mehrstaatlicher Anti-Terror-Informationsaustausch“) war ein US-amerikanisches Fahndungssystem, welches Personeninformationen aus Regierungsdatenbanken und aus Datenbanken privater Informationsdienstleister kombinierte. Diese Informationen sollten den Behörden zur Verfügung gestellt werden, um von diesen nach Anomalien durchsucht zu werden, die auf potentiell terroristische oder kriminelle Aktivitäten hinweisen würden.
Das Projekt wurde im April 2005 eingestellt. Teile des Systems wurden jedoch weiterhin polizeilichen Behörden in einigen US-Bundesstaaten zur Verfügung gestellt.
Der Code und die Methodik des Programmsystems MATRIX wird vom Projekt ADVISE des Ministeriums für Innere Sicherheit der Vereinigten Staaten weiterverwendet.

## Entstehung
MATRIX wurde von Hank Asher entwickelt, einem wohlhabenden Unternehmer und Gründer von Seisint Inc. Laut Pressemeldungen trat er kurz nach den Terroranschlägen vom 11. September 2001 an die Polizei in Florida heran, um kostenlos ein leistungsfähiges System zur Verfügung zu stellen, welches den Ermittlungsbehörden beim Analysieren von relevanten Daten/Informationen als Werkzeug dienen sollte.
Im Januar 2002 wurde das Pilotprojekt von Florida gestartet. MATRIX baute auf das FACTS-System auf. Bei FACTS handelt es sich um ein weiteres firmeneigenes System von Seisint Inc.
Als im Sommer 2003 vom Kongress das Information Awareness Office, auch Total Information Awareness (später: Terrorism Information Awareness), unterbunden wurde und Admiral John Poindexter resigniert zurücktrat, war MATRIX das optimale Mittel, um das Projekt weiterzuführen.
Die Datenbank wurde von Seisint Inc betrieben, um eine Verletzung des 1974 Privacy Act zu vermeiden. Seisint Inc wurde am 1. September 2004 für 775 Millionen US-Dollar von LexisNexis übernommen.
MATRIX wurde in Florida bereits genutzt, als das Department of Justice und das Department of Homeland Security Gelder zur Verfügung stellte, um zu prüfen, ob eine Expansion auf Landesweite möglich sein würde. Von den ursprünglich in das Projekt involvierten 13 Staaten zogen sich einige aus finanziellen andere aus persönlichkeitsrechtlichen Erwägungen zurück.

## Zuständigkeit
Für das MATRIX-Projekt war das Institute for Intergovernmental Research (IIR) zuständig. Die Internetseite ist bereits wieder offline. Seisint Inc war für den technischen Teil des Projekts zuständig.

## Exitus
Im April 2005 wurde das Projekt offiziell aufgegeben. Möglicherweise handelte es sich dabei aber nicht um das tatsächliche Ende. Am 12. April 2005 erstellte das Florida Department of Law Enforcement ein Request for Information
über Information Services to support Domestic Security and Criminal Investigations. 